# Herichthys steindachneri
Herichthys steindachneri är en fiskart som först beskrevs av Jordan och Snyder, 1899.  Herichthys steindachneri ingår i släktet Herichthys och familjen Cichlidae. IUCN kategoriserar arten globalt som nära hotad. Inga underarter finns listade i Catalogue of Life.